# Percnia giraffata
Percnia giraffata är en fjärilsart som beskrevs av Achille Guenée 1858. Percnia giraffata ingår i släktet Percnia och familjen mätare. Inga underarter finns listade i Catalogue of Life.